# Melanophthalma videns
Melanophthalma videns is een keversoort uit de familie schimmelkevers (Latridiidae). De wetenschappelijke naam van de soort werd in 1979 gepubliceerd door Adolf Wilhelm Otto.